# Pone Kingpetch
Pone Kingpetch (Thai: โผน กิ่งเพชร oder Mana Seedokbuab Thai: มานะ สีดอกบวบ; * 12. Februar 1935 in Hua Hin; † 31. März 1982 in Bangkok) war ein thailändischer Boxer.

## Profikarriere
Kingpetch wurde 1954 Profi im Fliegengewicht. Er war vergleichsweise schwankend in seinen Leistungen, verlor mehrfach in der Anfangsphase, hatte Gewichtsprobleme und wich teilweise ins Bantamgewicht aus.
Am 16. April 1960 gewann er durch einen Punktsieg gegen Pascual Pérez die Weltmeisterschaft im Fliegengewicht. Im direkten Rückkampf gelang ihm sogar ein vorzeitiger Sieg gegen die argentinische Legende. Er wurde dadurch der erste thailändische Weltmeister und wird hinter Khaosai Galaxy heute allgemein als bester thailändischer Boxer aller Zeiten betrachtet.
Er verlor den Titel im Oktober 1962 in Tokio an den Japaner Fighting Harada durch eine K.-o.-Niederlage in der elften Runde, konnte diesen aber im Rückkampf in seiner Heimat nach Punkten schlagen. Auch gegen dessen Landsmann Hiroyuki Ebihara ging er in Japan k. o. und gewann wiederum den Rückkampf in Thailand nach Punkten.
Die Punktniederlage gegen den Italiener Salvatore Burruni 1965 in Rom war sein letzter Titelkampf. 1966 beendete er seine Karriere.
Pone Kingpetch starb am 31. März 1982 in Bangkok im Alter von 47 Jahren.